# Gene Dalby
Gene Dalby (de fapt Gene-Haavard Dalby) (n. 5 mai 1957, Oslo, Norvegia) este un poet norvegian.
A fost primul poet punk din Norvegia, atât prin atitudine, prin stil, cât și prin colaborarea ca textier cu formații punk norvegiene, precum Hærverk, Lik etc.
Scrie într-un stil direct, laconic, tăios, uneori romantic, alteori influențat de stilul de poezie japoneză haiku.